# Enzo Amore
Eric Anthony Arndt (* 8. Dezember 1986 in Hackensack, New Jersey, USA), besser bekannt unter seinem Ringnamen Enzo Amore, ist ein ehemaliger US-amerikanischer Wrestler und jetziger Rapper, der bis 2018 bei World Wrestling Entertainment unter Vertrag stand. Momentan ist er unter dem Pseudonym „nZo“ bei dem Label WorldStarHipHop vertreten.

## Privatleben
Seinem Tag-Team-Partner Big Cass begegnete er zum ersten Mal, als er 15 Jahre alt war und sie gegeneinander Basketball spielten. Arndt studierte dann auf der Salisbury University, wo er für die Sea Gulls in der NCAA Division III von 2007 bis 2009 auf der Position des Linebackers Football spielte. Er hat einen Abschluss in Journalismus. Er arbeitete für die New York Jets als DJ.
Er war von 2015 bis Ende 2017 mit seiner WWE-Kollegin Liv Morgan liiert.

## Wrestlingkarriere

### WWE (2012–2018)

#### NXT Debüt und Tag Team mit Big Cass (2012–2016)
Arndt unterzeichnete im August 2012 einen Vertrag bei World Wrestling Entertainment, wo er mit dem Ringnamen Eric Anthony begann. Im November 2012 wurde er in Enzo Amore umbenannt.
Sein erstes Wrestlingmatch bestritt er am 25. Oktober 2012, als er in einem Six Man Tag Team Match an der Seite von Judas Devlin und Lincoln Broderick gegen Baron Corbin, Dante Dash und Memo Montenegro verlor. Sein offizielles Debüt gab er bei der NXT-Ausgabe vom 22. Mai 2013, als er von Mason Ryan schnell besiegt wurde. Er schloss sich mit Colin Cassady, der ebenfalls gegen Mason Ryan verlor, zusammen um gegen diesen zu fehden. Nachdem die Fehde beendet war, wurden die beiden zu offiziell zu einem Tag Team.
Im November 2013 brach sich Arndt das Bein, sodass er verletzt ausfiel. Am 26. Juni 2014 kehrte Arndt zurück und bildete wieder mit Colin Cassady ein Tag Team. Nach seiner Rückkehr fehdeten die beiden gegen Sylvester Lefort und Marcus Louis. Die Fehde nahm ihren Höhepunkt, als Sylvester Lefort und Marcus Louis einen Teil von seinem Bart abrasierten. Die Fehde endete bei NXT: TakeOver Fatal 4-Way, als Arndt Sylvester Lefort in einem Hair vs. Hair Match besiegte. Im März 2015 feierte Carmela ihr Debüt bei NXT und wurde das Valet von Colin Cassady und Enzo Amore. Die drei begangen eine Fehde gegen die NXT Tag Team Champions Blake und Murphy und deren Valet Alexa Bliss um die NXT Tag Team Championship. Den Titel konnten sie sich allerdings nicht holen. Im März 2016 fehdeten sie wieder um die NXT Tag Team Championship gegen The Revival (Dash Wilder und Scott Dawson). Erneut konnten sie sich den Titel nicht holen. Ihr letztes Match bei NXT bestritten sie bei der NXT-Ausgabe vom 2. April 2016, als sie gegen American Alpha (Chad Gable und Jason Jordan) verloren.

#### Main Roster Debüt und Fehde gegen Big Cass (2016–2017)
Am 4. April 2016 feierte Arndt gemeinsam mit Colin Cassady bei der Raw-Ausgabe nach Wrestlemania sein Debüt im Main Roster, als sie in einer Promo die Dudley Boyz konfrontierten. Sein erstes Match im Main Roster bestritt er an der Seite von Colin Cassady bei der Smackdown-Ausgabe vom 14. April 2016, als sie in der ersten Runde des Turniers um die neuen Herausforderer auf die WWE Tag Team Championship zu ermitteln, The Ascension (Konnor und Viktor) besiegten. Am 1. Mai 2016 bei WWE Payback fand das Finale des Turniers statt. Das Finale bestritten sie gegen die Vaudevilians (Aiden English und Simon Gotch). Das Match endete im No Contest, da das Match abgebrochen werden musste, nachdem sich Arndt während des Matches eine Gehirnerschütterung zuzog. Durch die erlittene Gehirnerschütterung fiel Arndt verletzungsbedingt aus.
Bei der Raw-Ausgabe vom 23. Mai 2016 kehrte Arndt zurück. Bei der Raw-Ausgabe vom 30. Mai bestritt er an der Seite seines Tag Team-Partners, dessen Ringname während Arndts Auszeit von Colin Cassady in Big Cass geändert wurde, sein erstes Match nach seiner Verletzungspause gegen die Dudley Boyz, das er gemeinsam mit Big Cass gewinnen konnte.
Bei der SmackDown-Ausgabe am 19. Juli 2016, wo auch der WWE Draft 2016 stattfand, wurden Arndt und Big Cass zu Raw gedraftet. Seitdem sind sie ein Teil des Raw-Rosters.
Seit Juni 2017 tritt er allein auf, da in der Storyline eine Fehde mit Big Cass, seinem ehemaligen Partner, vorgesehen ist.

#### WWE Cruiserweight Champion (2017–2018)
Beim No Mercy Event 2017 gewann Amore den WWE Cruiserweight Championship von Neville. Am 9. Oktober 2017 verlor er seinen Titel bei Raw in einem Lumberjack-Match an Kalisto. Am 22. Oktober 2017 bei WWE TLC: Tables, Ladders & Chairs ging er siegreich gegen Kalisto hervor und gewann damit zum zweiten Mal die WWE Cruiserweight Championship. Am 22. Januar 2018 wurde Arndt von der WWE suspendiert, nachdem ihn eine Twitter-Nutzerin beschuldigte, sie gemeinsam mit zwei weiteren Freunden im Oktober 2017 sexuell missbraucht zu haben. Einen Tag später folgte die Entlassung. Im Mai 2018 wurde das Verfahren wegen Mangel an Beweisen eingestellt. Eine Wiedereinstellung bei der WWE erfolgte jedoch nicht. In einem Interview mit „TMZ Sports“ gab Arndt an, nie wieder als Wrestler in den Ring steigen zu wollen.

## Wrestlingerfolge
WWE
- 2× WWE Cruiserweight Champion

Pro Wrestling Illustrated
- PWI Top 500 Ranking 2017: Platz 110